# Поповац (Новска)
Поповац (до 1991. Поповац Субоцки) је насељено место у саставу града Новске, у западној Славонији, Република Хрватска.

## Становништво
Насеље је према попису становништва из 2011. године имало 10 становника.
| Националност       | 1991.     | 1981. | 1971. | 1961. |
| Срби               | 53 (100%) |       |       |       |
| остали и непознато |           |       |       |       |
| Укупно             | 53        | '     | '     | '     |

| Демографија | Демографија | Демографија |
| Година      | Становника  | Становника  |
| ----------- | ----------- | ----------- |
| 1991.       | 53          |             |
| 2001.       | 7           |             |
| 2011.       |             | 10          |